# MFK Odessa
MFK Odessa (ukr. Міні-футбольний клуб «Одеса», Mini-Futbolnyj Kłub "Odesa") – ukraiński klub futsalu, mający siedzibę w mieście Odessa. W sezonie 2007/08 i 2008/09 występował w futsalowej Wyższej Lidze Ukrainy.

## Historia
Chronologia nazw:
- 2005: Marrion Odessa (ukr. «Марріон» Одеса)
- 2009: klub rozwiązano
- 2010: MFK Odessa (ukr. МФК «Одеса»)
- 2015: klub rozwiązano

Klub futsalu Marrion Odessa został założony w Odessie w 2005 roku. W sezonie 2005/06 zespół zadebiutował w turnieju najsilniejszych zespołów Odeskiej Biznes Ligi, a już w sezonie 2006/07 został jego zwycięzcą. Latem 2007 roku zespół został wzmocniony przez piłkarzy klubu młodzieżowego Łokomotyw, który ze sponsorowaniem przez Marrion zwyciężył w Pierwszej Lidze. W sezonie 2007/08 Marrion debiutował w Wyższej Lidze, zajmując 4.miejsce. Po zakończeniu sezonu 2008/09 klub z powodu problemów finansowych zrezygnował z dalszych rozgrywek. Po roku nieobecności w 2010 klub odnowił działalność jako MFK Odessa i ponownie startował w Pierwszej Lidze. Do sezonu 2014/15 występował w Pierwszej Lidze. Potem klub z powodu problemów finansowych zrezygnował z dalszych rozgrywek i został rozwiązany. Większa liczba piłkarzy zasiliła klub Deliweri, który akurat przeniósł się z Doniecka do Odessy.

## Barwy klubowe, strój
| Czerwony | Niebieski |

Zawodnicy klubu zazwyczaj grali swoje mecze domowe w białych strojach.

## Sukcesy

### Trofea międzynarodowe
Nie uczestniczył w rozgrywkach europejskich (stan na 31-05-2019).

### Trofea krajowe
| \| \| Zdobyte trofea w rozgrywkach Ukrainy (stan na: 31-05-2019) \| |                                                            |      |          |
| Rozgrywki                                                           | Osiągnięcie                                                | Razy | Sezon(y) |
| · Mistrzostwo                                                       | I miejsce                                                  | 0    |          |
| · Mistrzostwo                                                       | II miejsce                                                 | 0    |          |
| · Mistrzostwo                                                       | III miejsce                                                | 0    |          |
| · Mistrzostwo                                                       | 4.miejsce                                                  | 1    | 2007/08  |
| Puchar                                                              | zdobywca                                                   | 0    |          |
| Puchar                                                              | finalista                                                  | 0    |          |
| Puchar                                                              | ćwierćfinalista                                            | 1    | 2007/08  |
| Puchar Ligi                                                         | zdobywca                                                   | 0    |          |
| Puchar Ligi                                                         | finalista                                                  | 0    |          |
| II liga                                                             | I miejsce                                                  | 0    |          |
| II liga                                                             | II miejsce                                                 | 1    | 2016/17  |
| II liga                                                             | III miejsce                                                | 0    |          |
| Ukraina                                                             | Zdobyte trofea w rozgrywkach Ukrainy (stan na: 31-05-2019) |      |          |

## Piłkarze i trenerzy klubu

### Trenerzy
?
 Wałerij Wodian (2011–2012)

## Struktura klubu

### Stadion
Klub rozgrywał swoje mecze domowe w USZ Krajan w Odessie, który może pomieścić 1000 widzów. Również grał w Hali Kompleksu Sportowego SKA w Odessie. Pojemność: 500 miejsc siedzących.

### Sponsorzy
- "Marrion"